# Yesung
Yesung (ur. 24 sierpnia 1984 w Seulu), właśc. Kim Jong-woon (koreański: 김종운) – południowokoreański piosenkarz, aktor, MC, prezenter radiowy, najbardziej znany pod pseudonimem Yesung, co oznacza „głos niczym sztuka”. Jest także głównym wokalistą w zespole Super Junior i jest członkiem podgrup: Super Junior-K.R.Y i Super Junior-Happy.

## Życiorys
Yesung urodził się 24 sierpnia 1984 w Seulu, a w wieku 10 lat wyjechał do Cheonanu. Ma młodszego brata, który nazywa się Kim Jongjin. W 1999 roku wziął udział w konkursie śpiewu i zdobył złoto na „Cheonan Singing Competition”. W 2001 roku matka Yesunga zapisała go na przesłuchanie do SM Entertainment’s Starlight Casting System, w którym zachwycił sędziów swoim głosem, a potem podpisał umowę z SM Entertainment.
Oficjalnie Yesung debiutował jako członek dwunastoosobowego zespołu Super Junior05. Zespół wystąpił po raz pierwszy w programie muzycznym Popular Songs ze swoim pierwszym singlem Twins (Knock Out). Miesiąc później, 5 grudnia 2005 roku, ich debiutancki album Super Junior05 zajął trzecie miejsce na k-popowej liście przebojów. W marcu 2006 roku wytwórnia SM Entertainment dodała do zespołu trzynastego członka, a grupa zmieniła nazwę na Super Junior. Kolejny singiel „U”, wydany 7 czerwca 2006, był ich największym sukcesem, aż do wydania „Sorry sorry” w marcu 2009 roku.
Od września 2006 do września 2007 Yesung był gospodarzem programu radiowego – M.I.R.A.C.L.E for You, gdzie członkowie Super Junior często występowali jako goście. Jednak przed rocznicą prowadzenia programu w radiu musiał z niego zrezygnować, ponieważ Super Junior zaczęli nagrywać nową płytę Don't Don. W listopadzie 2006 roku Yesung, wraz z Ryeowookiem i Kyuhyunem, wstąpili do podgrupy Super Junior-K.R.Y, specjalizującej się w muzyce R&B w stylu ballad. W 2007 Yesung został członkiem Super Junior-Happy. Jego debiut aktorski miał miejsce 26 lipca 2007, kiedy zagrał w komedii Attack on the Pin-Up Boys razem z kolegami z Super Junior. Grał szkolną gwiazdę rocka, która zostaje zaatakowana przez tajemniczą siłę.
Zaśpiewał balladę „Love Really Hurts” na ścieżce dźwiękowej serialu TELEWIZYJNEGO Tazza.
W 2010 roku Yesung wystąpił w tytułowej roli w musicalu „Hong Gil-dong”. 31 marca 2010 roku Yesung przyczynił się do powstania soundtracku w telewizyjnym serialu Cinderella eonni. Piosenka „It has to be you” to ballada, opowiadająca o człowieku, który nie chce poszukiwać innej kobiety, bo dla niego istnieje tylko ta, którą kocha. 4 czerwca Yesung wykonał ją po raz pierwszy, zajęła ona trzecie miejsce na playliście K-Chart. Od 1 października do 28 października 2010 roku zagrał w swoim trzecim musicalu „Spamalot”, gdzie dostał główną rolę – sir Galahada. 29 grudnia 2010 roku, Yesung wraz z Luną z f(x), zaśpiewał utwór „Loving You” na drugiej części oryginalnej ścieżki dźwiękowej serialu „President”.
31 stycznia 2011 Yesung zaśpiewał po raz trzeci solo piosenkę do serialu „Paradise Ranch”. Piosenka nazywa się „Waiting For You”. Jest to utwór o historii człowieka, który jest nieugięty w oczekiwaniu do końca świata dla swojej ukochanej, aż do niego powróci. Wykonał ją po raz pierwszy na koncercie Super Junior-K.R.Y w Seulu 11 lutego. Od 28 lutego do 21 czerwca 2011 roku Yesung zastępował Eunhyuka w radiu Super Junior’s Kiss the Radio razem z Leeteukiem.
W czerwcu 2012 roku Yesung ze swoimi kolegami z zespołu Super Junior postanowili stworzyć szósty album Sexy, Free & Single, wydany 4 lipca.
W kwietniu 2016 roku Yesung wydał swój pierwszy solowy album zatytułowany Here I Am.

## Dyskografia

### Ścieżka dźwiękowa
| 2007                        | „Are You Ready?”                      | X   |                           | Attack on the Pin-Up Boys OST   |
| 2008                        | „Love Really Hurts”                   | X   | Tazza OST                 |                                 |
| 2009                        | „The Trap of North Gate”              | X   | Namhansansung Musical OST |                                 |
| 2010                        | „It Has To Be You (너 아니면 안돼)”   | 6   | - KOR: 1 822 851+         | Cinderella eonni OST            |
| 2010                        | „Loving You” (wspólnie z Luną z F(x)) | 61  |                           | President OST                   |
| 2011                        | „Waiting For You”                     | 109 | Paradise Ranch OST        |                                 |
| 2011                        | „For One Day”                         | 52  |                           | Wojownik Baek Dong-Soo OST      |
| 2012                        | „She Over Flowers”                    | 65  |                           | I Do, I Do OST                  |
| 2012                        | „Blind For Love”                      | 52  |                           | Król dram OST                   |
| 2013                        | „Gray Paper (먹지)”                   | 16  | - KOR: 406 426+           | That Winter, the Wind Blows OST |
| 2015                        | „Dreaming”                            | –   | Dane niedostępne          | Hwajung OST                     |
| 2015                        | „Really Miss You”                     | –   | Dane niedostępne          | Awl OST                         |
| 2018                        | „On My Own”                           | –   | Dane niedostępne          | Should We Kiss First OST        |
| „–” oznacza brak notowania. |                                       |     |                           |                                 |

## Filmografia

### Filmy
| Data | Tytuł                                                    | Rola                     | Uwagi                         |
| ---- | -------------------------------------------------------- | ------------------------ | ----------------------------- |
| 2007 | Attack on the Pin-Up Boys                                | ofiara #3, gwiazda rocka | emitowany w Korei Południowej |
| 2010 | Super Show 3 3D                                          | Yesung                   | film koncertowy w 3D          |
| 2012 | I AM. – SM Town Live World Tour in Madison Square Garden | Yesung                   | film biograficzny             |

### Teatr muzyczny
| Data                                  | Tytuł                                     | Rola                                          | Współpraca  |
| ------------------------------------- | ----------------------------------------- | --------------------------------------------- | ----------- |
| 9 października – 4 listopada 2009     | South Korean Mountain Fortress (남한산성) | Jung Myung-soo                                |             |
| 18 lutego – 18 kwietnia 2010          | Hong Gildong                              | Hong Gildong                                  | Sungmin     |
| 1 października 2010 – 28 grudnia 2010 | Spamalot                                  | sir Robin, Not-Quite-So-Brave-as-Sir-Lancelot | Park In-bae |

### Inne
| Data                        | Tytuł                      | Sieć | Współpraca |
| --------------------------- | -------------------------- | ---- | ---------- |
| 21 lipca 2010 – marzec 2011 | Love Pursuer (러브 추격자) |      | Leeteuk    |
| 4 września 2010 – 2011      | MUZIT                      |      |            |
| czerwiec 2011               | Immortal Song 2            | KBS  |            |

### Audycje radiowe
| Data                               | Tytuł                         |
| ---------------------------------- | ----------------------------- |
| 19 września 2006 – 8 września 2007 | M.I.R.A.C.L.E for You         |
| 28 lutego – 20 czerwca 2011        | Super Junior’s Kiss the Radio |

## Nagrody i nominacje
| Rok  | Nagroda                      | Kategoria                 | Nominacja          | Wynik     |
| ---- | ---------------------------- | ------------------------- | ------------------ | --------- |
| 2010 | BGM Cyworld                  | Hall of Fame              | „It Has To Be You” | Wygrana   |
| 2010 | Cyworld Digital Music Awards | Song of the Month (April) | „It Has To Be You” | Wygrana   |
| 2010 | 25th Golden Disk Awards      | Digital Bonsang           | „It Has To Be You” | Nominacja |
| 2010 | 25th Golden Disk Awards      | Popularity Award          | „It Has To Be You” | Nominacja |
| 2010 | Melon Music Awards           | Special Song OST Award    | „It Has To Be You” | Nominacja |
| 2011 | Cyworld Digital Music Awards | Best OST Award            | „It Has To Be You” | Wygrana   |
| 2011 | Musical Awards               | Best Rookie Award         | Spamalot           | Nominacja |